# Angus Scrimm
Angus Scrimm, nato Lawrence Rory Guy (Kansas City, 19 agosto 1926 – Los Angeles, 9 gennaio 2016), è stato un attore statunitense. 
È noto per aver interpretato l'Uomo Alto, antagonista della saga cinematografica Fantasmi.

## Biografia
Nato nello Stato del Kansas, si dedica sin da giovane al giornalismo e all'editoria. 
Ha scritto articoli e recensioni per TV Guide, Cinema Magazine, Los Angeles Herald Examiner e altri numerosi giornali.
Nella sua carriera precinematografica ha anche lavorato nel campo della discografia, scrivendo note di copertina per vari LP e CD di noti autori quali Frank Sinatra, The Beatles, Arthur Rubinstein e Itzhak Perlman.
Nel 1975 ha vinto un Grammy Award nella categoria Best Album Notes - Classical per l'esecuzione The Classic Erich Wolfgang Korngold diretta da Ulf Hoelscher e Willy Mattes.
A metà degli anni settanta debutta nel mondo del cinema in piccole produzioni.
Il successo arriva nel 1979 quando viene scritturato dal regista Don Coscarelli per interpretare l'Uomo Alto in Fantasmi, un film horror a basso costo che presto diventa un prodotto di culto del genere dando vita a una lunga saga.
Era alto un metro e 93 centimetri, tuttavia per apparire ancora più alto nella serie Fantasmi utilizzava abiti più stretti della sua reale taglia e scarpe con le zeppe.

## Filmografia

### Attore

#### Cinema
- Abraham Lincoln - cortometraggio (1951)
- Sensualità morbosa (Sweet Kill), regia di Curtis Hanson (1972)
- Scream Bloody Murder, regia di Marc B. Ray (1972)
- Jim, the World's Greatest, regia di Don Coscarelli e Craig Mitchell (1975)
- A Piece of the Action, regia di Sidney Poitier (1977)
- Fantasmi (Phantasm), regia di Don Coscarelli (1979)
- Witches' Brew, regia di Richard Shorr e Herbert L. Strock (1980)
- The Lost Empire, regia di Jim Wynorski (1984)
- First Strike, regia di Allan Kuskowski (1984) Non accreditato
- Supermarket horror (Chopping Mall), regia di Jim Wynorski (1986)
- Fantasmi II (Phantasm II), regia di Don Coscarelli (1988)
- Transylvania Twist, regia di Jim Wynorski (1989)
- Vampiri (Subspecies), regia di Ted Nicolaou (1991) Uscito in home video
- Mindwarp - Futuro virtuale (Mindwarp), regia di Steve Barnett (1991)
- Il mio amico Munchie (Munchie), regia di Jim Wynorski (1992)
- L'ultimo inganno (Deadfall), regia di Christopher Coppola (1993)
- Fantasmi III - Lord of the Dead (Phantasm III: Lord of the Dead), regia di Don Coscarelli (1994)
- Munchie Strikes Back, regia di Jim Wynorski (1994)
- Fatal Frames - Fotogrammi mortali, regia di Al Festa (1996)
- Vampirella, regia di Jim Wynorski (1996) Uscito in home video
- Phantasm IV: Oblivion, regia di Don Coscarelli (1998)
- Bel Air, regia di Christopher Coppola (2000)
- Legend of the Phantom Rider, regia di Alex Erkiletian (2002)
- The Off Season, regia di James Felix McKenney (2004)
- Hollywood Horror, regia di Bernt Amadeus Capra (2005)
- Satanic, regia di Dan Golden (2006)
- Robert and Theresa, regia di Amy Katherine Taylor - cortometraggio (2006)
- Automatons, regia di James Felix McKenney (2006)
- Red 71, regia di Patrick Roddy (2008)
- I Sell the Dead, regia di Glenn McQuaid (2008)
- Spaceman on Earth, regia di Shant Hamassian - cortometraggio (2009)
- Satan Hates You, regia di James Felix McKenney (2010)
- John Dies at the End, regia di Don Coscarelli (2012)
- The Trick Is the Treat, regia di Graham Reznick - cortometraggio (2013)
- Disciples, regia di Joe Hollow (2014)
- Always Watching (Always Watching: A Marble Hornets Story), regia di James Moran (2015)
- Phantasm: Ravager, regia di David Hartman (2016)
- Dances with Werewolves, regia di Donald F. Glut e Dan Golden (2017)

#### Televisione
- Quincy (Quincy, M.E.) – serie TV, 1 episodio (1978)
- Project U.F.O. – serie TV, 1 episodio (1978)
- Secrets of Three Hungry Wives – film TV (1978)
- Pattuglia recupero (Salvage 1) – serie TV, 1 episodio (1979)
- Disneyland – serie TV, 1 episodio (1981)
- Trapper John (Trapper John, M.D.) – serie TV, 1 episodio (1984)
- Matt Hotel (The Nutt House) – serie TV, 1 episodio (1989)
- A scuola di horror (Bone Chillers) – serie TV, 1 episodio (1996)
- Beyond Belief: Fact or Fiction – serie TV, 3 episodi (1998-1999)
- FreakyLinks – serie TV, 1 episodio (2001)
- The Nightmare Room - serie TV, episodio 1x09 (2001)
- Alias – serie TV, 6 episodi (2001-2005)
- The Jersey – serie TV, 1 episodio (2003)
- Coupling – serie TV, 1 episodio (2003)
- Masters of Horror – serie TV, 1 episodio (2005)
- Femme Fatales - Sesso e crimini (Femme Fatales) – serie TV, 1 episodio (2011)

### Doppiatore
- Wishmaster - Il signore dei desideri (Wishmaster), regia di Robert Kurtzman (1997)
- Super Robot Monkey Team Hyperforce Go! – serie TV, 1 episodio (2005)

## Doppiatori italiani
Nelle versioni in italiano delle opere in cui ha recitato, Angus Scrimm è stato doppiato da:
- Luciano De Ambrosis in Mindwarp - Futuro virtuale, Masters of horror
- Renato Mori in Fantasmi II
- Sergio Graziani in L'ultimo inganno
- Elio Zamuto in Alias
- Pietro Biondi in Phantasm: Ravager